# Elizabeta od Yorka
Elizabeta od Yorka (eng. Elizabeth of York, 11. veljače 1466., Westminsterska palača - 11. veljače 1503., London Tower) je bila engleska kraljica, žena kralja Henrika VII. Elizabeta se udala za Henrika VII. nakon njegove pobjede na bitci na Bosworthskom polju, koja ujedno obilježava kraj Ratove dviju ruža. Rodila mu je sedmero djece.

## Kraljeva kći
Bila je najstarije dijete kralja Edvarda IV. i njegove žene Elizabete Woodville. Rođena je za vrijeme Ratova dviju ruža, isprekidanog građanskog rata oko engleskog prijestolja koji se vodio između obitelji Lancastera i York, dviju ogranaka dinastije Plantagenet. Njezin otac, Eduard, sin vojvode od Yorka, krunu je oduzeo Henriku VI. od dinastijske loze Lancastera. 
Elizabetino krštenje se održalo u Westminsterskoj opatiji, pod pokroviteljstvom njezinih baka, Jacquetta od Luksemburga, vojvotkinje od Bedforda, i Cecily Neville, vojvotkinje od Yorka. Treći pokrovitelj je bio njezin rođak, Richard Neville, Kraljotvorac.
Godine 1469., u dobi od tri godine, na kratko je vrijeme bila zaručena s Georgeom Nevilleom, sin Johna Nevillea i nećaka Richarda Nevillea. Kasnije je John podržavao Richarda Nevillea u ustanku protiv kralja Eduarda IV, i time su zaruke bile otkazane.
1475. godine, francuski kralj Luj XI. je pristao na brak devetogodišnje Elizabete s njegovim najstarijim sinom Karlom (koji je kasnije francusko prijestolje preuzeo s trinaest godina). Međutim, 1482. godine Luj XI. je odustao od dogovora.

## Kraljeva sestra
9. travnja 1483. godine, Elizabetin otac, kralj Eduard IV., iznenada je umro. Njezin mlađi brat, Eduard V., naslijedio je prijestolje. Elizabetin stric, Rikard, vojvoda od Gloucestera, bio je imenovan kao privremeni vladar (regent) u monarhiji i zaštitnik svojih nećaka. Rikard je izolirao svoje nećake od Woodvilleovih, uključujući njihovu vlastitu majku, Elizabetu Woodville.
Presreo je Eduarda V. dok je potonji putovao iz Ludlowa, gdje je živio kao princ od Walesa, u London za svoju krunidbu. Eduard V. je bio smješten u kraljevsku rezidenciju Londonski toranj, navodno kako bi bio zaštićen. Elizabeta Woodville pobjegla je s mlađim sinom Rikardom i kćerima, uzevši utočište u Westminsterskoj opatiji. Njezin šurjak, Rikard, zamolio je nadbiskupa Bourchiera da povede Rikarda sa sobom, kako bi dječak mogao boraviti u Toweru i praviti društvo svom bratu Eduardu V. Elizabeta Woodville, pod prisilom, na kraju je pristala.
Dva mjeseca kasnije, 22. lipnja 1483., brak kralja Edwarda IV. s Elizabetom Woodville proglašen je nevaljanim: Tvrdilo se da je Eduard IV. u vrijeme ženidbe s Elizabetom Woodville već bio zaručen s gospom Eleanor Butler. Parlament je izdao prijedlog zakona, Titulus Regius ("Kraljevska titula"), u prilog ovom stavu. Ova mjera pravno je djecu Edwarda IV. proglasila nelegitimnima: učinila ih je neprihvatljivima za nasljedstvo i prijestolje te proglasila Rikarda, vojvodu od Gloucestera, pravim kraljem. Zasjeo na prijestolje kao Rikard III. 6. srpnja 1483. godine. Mali prinčevi, Eduard (12) i Richard (9) nestali su ubrzo nakon toga. Okolnosti njihovog nestanka nikada nisu bile razjašnjene, te prinčevi u Toweru ostaju povijesni misterij.

## Kraljeva nećakinja
Elizabetina je majka, Elizabeta Woodville, nakon svih Rikardovih postupaka i dalje zadržala politički utjecaj kao donedavna kraljica Engleske. Tajno je kovala planove protiv Rikarda s Margaretom Beaufort, majkom Henrika Tudora, koji je planirao silom preuzeti englesko prijestolje. Dogovoreno je da će Henrik osvojiti prijestolje i oženiti Elizabetu, te tako ujediniti dinastije Lancastera i Yorka te osigurati mir u Engleskoj. 
1484. godine Elizabeta od Yorka i njezine sestre napustile su Westminstersku opatiju i vratile se na dvor. Elizabeta Woodville se očito pomirila s Rikardom III. To može, ali ne mora sugerirati da je Elizabeta Woodville vjerovala da Rikard III. nije ubio njezina dva sina (iako je to malo vjerojatno zbog njezinog sudjelovanja u neuspjeloj invaziji Henrika Tudora u listopadu 1483. godine i suradnje s njegovom majkom Margaretom, 1485. godine da sruši Richarda jednom zauvijek). Govorilo se da se Rikard III. namjeravao oženiti Elizabetom iz Yorka jer je njegova supruga Ana Neville umirala i nisu imali preživjele djece. The Crowland Chronicle tvrdio je da je Rikard III. bio prisiljen poreći ovu neukusnu glasinu. Unatoč njegovom poricanju, glasine su bile sveprisutne te se smatralo da je Elizabeta čak neko vrijeme bila zaljubljena u svog strica. Svakako je očekivala da će postati engleska kraljica nakon bitke na Bosworthskom polju između njega i Henrika VII.
Ubrzo nakon smrti Ane Neville, Rikard III poslao je Elizabetu od Yorka s kraljevskog dvora u dvorac šerifa Huttona i otvorio pregovore s portugalskim kraljem Ivanom II. da se oženi njegovu sestru Joan, portugalsku princezu i da Elizabeta oženi njihovog rođaka, budućeg kralja Manuel I. od Portugala.

## Kraljeva supruga - kraljica Engleske
22. kolovoza 1485., bitkom na Bosworthskom polju, obilježio se kraj vladavine zloglasnoga Rikarda III., Elizabetinog strica. Henrikova vojska je porazila Rikardovu. Istog dana je Henrik VII. proglašen kraljem Engleske. Henrik je poništio dokument kojim je Rikard proglasio djecu Eduarda IV. nezakonitom. 
Oženio je Elizabetu 18. siječnja 1486. godine. Elizabeta je rodila ukupno sedmero djece, ali samo četvero je preživjelo rano djetinjstvo: Artur, Margareta, Henrik i Marija. Iako se par oženio iz političkih razloga, čini se da su oba partnera zavoljeli i usrećili jedno drugo. Henrik nije imao priležnice za vrijeme braka. 
Bez obzira na reputaciju svog muža kao škrtog i hladnog čovjeka, Henrik je shvatio važnost natjecanja u uspostavi nove dinastije. Znao je da će s vremenom morati otvoriti novčanik kako bi impresionirao i strane veleposlanike, a time i "mekom silom" impresionirati kraljeve Španjolske i Francuske te dokazati da on nije još jedan engleski kralj kojega će se svrgnuti s vlasti kao sve njegove prethodnike.
Bila mu je potrebna Elizabeta kao uzor kako se pravilno postaviti na dvoru i prema narodu, što dokazuje činjenica da, kada se vjenčao sa svojom ženom, Englesku nije vidio od svoje četrnaeste godine, dok je Elizabeta bila princeza koja je živjela na engleskom dvoru čitav život te bila odgojena da razumije kako voditi kraljevski dvor. Tu se njezin utjecaj najvjerojatnije osjetio zajedno s njenom svekrvom.
Elizabetina je sudbina bila povezana s uspjehom nove engleske kraljevske dinastije, Tudor: to dokazuje činjenica da je prijestolje bilo nestabilno zahvaljujući 32-godišnjem građanskom ratu za krunu. Jedna taktika rješavanja tog problema uključivala je udaju Yorkista za Lancastrije. Elizabetine vlastite sestre, Cecily i Anne od Yorka, i njezina rođakinja Margareta Pole bile su Yorkove mladenke udane za Lancasterove muškarce odane Henriku VII. Elizabeta je stoga imala motiv željeti se pobrinuti za uspješno blagostanje svojih rođaka, ali ni u kojem slučaju nije mogla predvidjeti hoće li to konačno zajamčiti mir.
Elizabeta je bila vrlo pobožna žena i jedna od njezinih životnih strasti bila je dobročinstvo. Davala je novac i milostinju u velikim količinama, do te mjere da se u mnogim prilikama zadužila. Darovala je redovnicima i redovničkim redovima. Velik dio kritika u vezi s vladavinom Elizabetinog supruga proizlazi iz podsmijeha tadašnjeg plemstva, razumljivo gorkog zbog nedavne podjele vlasti s kraljem u Londonu i kasnijih opakih kritičkih stavova Francisa Bacona, ali dokaza britanske Nacionalne Arhiva, zajedno s novijim radovima u arheologiji, predstavljaju puno drugačiju predodžbu, gdje je Elizabeta privatno imala izdašnijeg, ljubaznijeg i dražesnijeg supruga u Henriku VII. Dokazi otkrivaju čovjeka koji je velikodušno otvorio torbicu za svoju djecu, majku i suprugu te imao sklonosti prema glazbi, veselju i plesu u određenim posebnim prigodama. Unatoč brojnim neprijateljima stečenim na vrhuncu Ratova dviju ruža, još uvijek su postojale Henrikove pristalice i prijatelji te da je Elizabeta zadobila njihovo povjerenje.
Zapisi navode da je palača Elsyng bila jedan od dva jaslica njihove djece i obojica su mjesta gdje je Elizabeta provodila veći dio svog vremena kad nije bila na dvoru.
U roku od godinu dana od bitke na Bosworthskom polju, Henrikov prijatelj, Thomas Lovell, počeo je širiti i poboljšavati dotično imanje kako bi ga prilagodilo kraljevskoj obitelji. Dovršeno do trenutka rođenje princa Henrika s dovoljno mjesta za igru za kraljevsku djecu. Uređeno u renesansnom stilu, to je postalo omiljeno utočište kraljevskog para. 
U njezinu čast održana je velika krunidbu gdje su je odveli na kraljevsku teglenicu niz Temzu. Noviji dokazi sugeriraju da je Henrik VII. bio jednako graditelj kao i njegov sin i unuka te da je i njegova supruga dijelila taj interes: sada je poznato da je Elizabeta imala ruke u dizajniranju nekadašnje palače Greenwich te da je sama palača bila imenovana za zabavu velikih razmjera. Izvori vrlo jasno ukazuju na to da je Božić za kraljevsku obitelj bio cjelovito i posebno vrijeme, o čemu svjedoče mnogi preživjeli dokumenti koji prikazuju posebno živahni dvor s prekrasnim vremenom, s obilnim količinama uvezenog vina, velikim količinama novca potrošenim na pečeno meso i zabavljači. Kralj je također često kupovao darove za Elizabetu i njihovu djecu. Knjige računa koje je vodio sam Henrik VII. kristalno jasno pokazuju da je potrošio puno zlata na skupocjene tkanine i za sebe i svoju obitelj.
Elizabeta od Yorka nije imala puno političkog utjecaja kao kraljica zbog svoje snažne svekrve Lady Margaret Beaufort, ali se izvještavalo da je bila nježna, ljubazna i darežljiva prema svojim rođacima, slugama i dobročiniteljima. U jednom se izvješću navodi da je Henrik VII. preferirao Elizabetin izbor za prazno biskupijsko mjesto nad odabirom svoje majke, pokazujući kraljevu naklonost i spremnost za slušanje Elizabete. Čini se da je voljela knjige, pokroviteljstvom engleskog tiskara Williama Caxtona. Elizabeta je uživala u glazbi, plesu i kocki; posljednja od njih bila je zabava koju je dijelila sa suprugom. 

### Odnos sa Španjolskom
Kao kraljica, osigurala je obrazovanje svoje mlađe djece, uključujući budućeg Henrika VIII. Također je pratila svog supruga u njegovom diplomatskom posjetu Calaisu 1500. godine kako bi se sastala s Filipom I. Kastiljskim, a dopisivala se i s kraljicom Izabelom I. Kastiljskom prije braka njihove djece, engleskog princa Artura i španjolske princeze Katarine Aragonske:
14. studenoga 1501. godine, 15-godišnji sin Elizabete od Yorka Artur oženio se Katarinom Aragonskom, kćeri aragonskog kralja Ferdinanda II. i kastilske kraljice Izabele I. Par je poslan u dvorac Ludlow, tradicionalnu rezidenciju princa od Walesa. Artur je umro u travnju 1502. godine. Zbog vijesti o njegovoj smrti Henrik VII. se slomio u tuzi, koliko u strahu za svoju dinastiju, tako i u žalosti za sinom. Elizabeta ga je utješila, rekavši mu da je on jedino dijete svoje majke, ali da je preživio da postane kralj, da ga je Bog ostavio sa sinom i dvije kćeri i da su oboje bili dovoljno mladi da mogu imati još djece. Kad se, pak, vratila u vlastite odaje, i sama se slomila od tuge. Njezini su poslužitelji poslali po Henrika koji ju je zauzvrat tješio.

## Smrt
Godine 1502. Elizabeta još je jednom zatrudnjela i provela vrijeme zatočena u londonskom Toweru. 
2. veljače 1503. rodila je kćer Katarinu, ali dijete je umrlo nekoliko dana nakon toga. Podlegavši infekciji nakon porođaja, umrla je 11. veljače, u dobi od 37 godina. Njezina smrt duboko je pogodila čitavu kraljevsku obitelj koja ju je dugo oplakivala. Prema jednom biografu, njezina je smrt slomila njezinog muža, engleskog kralja. U drugom se izvješću kaže da je kralj "privatno otišao na samotno mjesto i ne bi mu se nitko trebao pribjeći." To je značajno s obzirom na to da, nedugo nakon Elizabetine smrti, podaci pokazuju da je i sam smrtno obolio i da nije htio dopustiti bilo kome osim njegove majke Margarete Beaufort, uključujući i liječnike. Za Henrika VII. da pokaže svoje osjećaje, a kamoli bilo kakav znak slabosti, bilo je krajnje neobično i alarmantno za članove njegova dvora. U roku od nešto više od dvije godine, kralj Henrik VII. izgubio je svog najstarijeg sina, suprugu, kći i našao se da mora poštovati Ugovor o trajnom miru sa Škotskom.
Henrik VII. je razmišljao o ponovnoj ženidbi kako bi obnovio savez sa Španjolskom, ali je umro udovac šest godina kasnije. Kraljev opis poželjne supruge - koji je bio poslan svim veleposlanicima - odgovarao je pokojnoj kraljici. Na svaku godišnjicu njezine smrti odredio je da se pjeva misa zadušnica, zvone i zapali 100 svijeća u njezinu čast. Također nastavio zapošljavati svoje ministrante svake Nove godine.
Londonski toranj napušten je kao kraljevska rezidencija, o čemu svjedoči i nedostatak podataka da ga je kraljevska obitelj koristila nakon 1503. godine. Kraljevska rođenja u doba Elizabetinog sina, Henrika VIII., odvijala su se u raznim drugim palačama.
Kraljeva reputacija (o škrtosti) pogoršala se nakon kraljičine smrti.
Pokopan je s Elizabetom od Yorka pod njihovim likovima u njegovoj kapeli Westminsterske opatije. Njezina je grobnica otvorena u 19. stoljeću, a drveno kućište njezinog olovnog lijesa uklonjeno je kako bi se stvorio prostor za zakop njezinog prapraunuka Jakova VI. i I.

## Izgled
Elizabeta od Yorka bila je poznata kao ljepotica svog vremena: pravilne crta lica, plave oči, visoka i lijepe puti, nasljeđujući mnoge osobine naočitih roditelja (prvenstveno majke koja je u jednom trenutku smatrana najljepšom ženom na Britanskom otočju. Naslijedila je očevu sklonost ka visini jer je većina žena njezine dobi bila znatno niža od 168 cm. Svi ostali monarsi dinastije Tudor naslijedili su njezinu crvenkastu zlatnu kosu te se to obilježje povezivalo s tom dinastijom.